# Финал Мирового тура ATP 2014

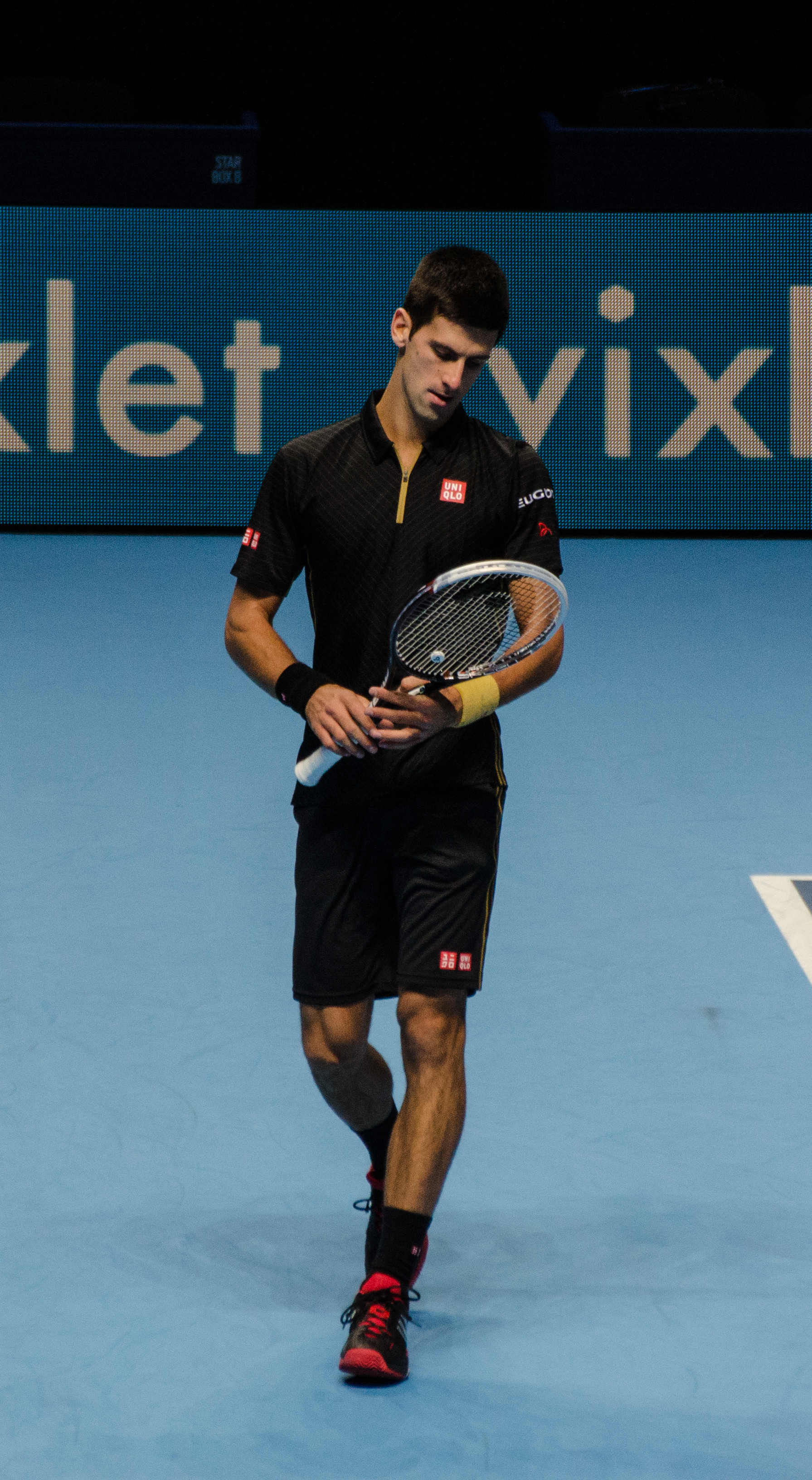
Победитель одиночного турнира среди мужчин Новак Джокович во время проведения соревнований.

Финал Мирового тура ATP 2014 (англ. Barclays ATP World Tour Finals 2014) — турнир сильнейших теннисистов, завершающий сезон ATP. В 2014 году проходит 45-е по счёту соревнование для одиночных игроков и 40-е для парных. Традиционно турнир проводится поздней осенью — в этом году с 9 по 16 ноября на кортах O2 арена в столице Великобритании — Лондоне, которая принимает его шестой год подряд.
Прошлогодние победители:
- одиночки —  Новак Джокович
- пары —  Фернандо Вердаско  Давид Марреро

## Общая информация
Одиночный турнир собрал семь из восьми лидеров чемпионской гонки по итогам сезона. В турнире не смог принять участие только Рафаэль Надаль (№ 3 в мире на тот момент) Теннисисты были разбиты на две группы, в первую попали Новак Джокович, Станислас Вавринка, Томаш Бердых и Марин Чилич, а во вторую Роджер Федерер, Кэй Нисикори, Энди Маррей и Милош Раонич. Теннисисты, занявшие первые два места в своей группе, выходили в полуфинал. Также два теннисиста Давид Феррер и Фелисиано Лопес являлись запасными на случай снятие с турнира кого-то из участников. В итоге после двух поражений в группе Раонич снялся с турнира из-за проблем с квадрицепсом и в последнем матче его заменил Давид Феррер. Первым номером посева стал лидер классификации и победитель двух последних розыгрышей турнира Новак Джокович. Сербу в итоге удалось защитить свой титул и выиграть итоговое соревнование в третий раз подряд и четвёртый раз за карьеру (впервые он выиграл итоговый турнир в 2008 году). В финале Джокович должен был встретится с Роджером Федерером, но швейцарец снялся перед финалом с турнира из-за травмы спины, полученной в полуфинальном матче против Станисласа Вавринки.
В мужском парном разряде также обошлось без неожиданностей. Победу одержали первые номера посева и прошлогодние финалисты Боб и Майк Брайаны. В финале они переиграли Ивана Додига и Марсело Мело. Братья Брайаны выиграли итоговый турнир уже в четвёртый раз (до этого в 2003, 2004 и в 2009 годах).

## Квалификация
Квалификация на этот турнир происходит по итогам чемпионской гонки ATP.

### Одиночный турнир
Золотистым цветом выделены теннисисты, отобравшиеся в Лондон. 
 Серебристым — запасные на турнире в Лондоне. 
| Чемпионская гонка на 1 ноября 2014 года. | Чемпионская гонка на 1 ноября 2014 года. | Чемпионская гонка на 1 ноября 2014 года. | Чемпионская гонка на 1 ноября 2014 года. |
| #                                        | Теннисист                                | Очки                                     | Турниры                                  |
| ---------------------------------------- | ---------------------------------------- | ---------------------------------------- | ---------------------------------------- |
| 1                                        | Новак Джокович                           | 10 010                                   | 17                                       |
| 2                                        | Роджер Федерер                           | 8 700                                    | 18                                       |
| 3                                        | Рафаэль Надаль                           | 6 835                                    | 19                                       |
| 4                                        | Станислас Вавринка                       | 4 895                                    | 18                                       |
| 5                                        | Кэй Нисикори                             | 4 625                                    | 21                                       |
| 6                                        | Энди Маррей                              | 4 475                                    | 21                                       |
| 7                                        | Томаш Бердых                             | 4 465                                    | 23                                       |
| 8                                        | Милош Раонич                             | 4 440                                    | 20                                       |
| 9                                        | Марин Чилич                              | 4 150                                    | 24                                       |
| 10                                       | Давид Феррер                             | 3 065                                    | 21                                       |
| 14                                       | Фелисиано Лопес                          | 2 130                                    | 27                                       |

Рафаэль Надаль снялся с соревнований до начала турнира из-за воспаления аппендикса.
В число участников одиночного турнира помимо 8 игроков основной сетки включают также двоих запасных.

### Парный турнир
| Рейтинг на 1 ноября 2014 года. | Рейтинг на 1 ноября 2014 года.    | Рейтинг на 1 ноября 2014 года. | Рейтинг на 1 ноября 2014 года. |
| #                              | Команда                           | Очки                           | Турниры                        |
| ------------------------------ | --------------------------------- | ------------------------------ | ------------------------------ |
| 1                              | Боб Брайан Майк Брайан            | 11 545                         | 21                             |
| 2                              | Ненад Зимонич Даниэль Нестор      | 5 820                          | 19                             |
| 3                              | Александр Пейя Бруно Соарес       | 4 760                          | 25                             |
| 4                              | Жюльен Беннето Эдуар Роже-Васслен | 4 740                          | 17                             |
| 5                              | Жан-Жюльен Ройер Хория Текэу      | 4 490                          | 28                             |
| 6                              | Марсель Гранольерс Марк Лопес     | 4 450                          | 17                             |
| 7                              | Иван Додиг Марсело Мело           | 3 570                          | 19                             |
| 8                              | Эрик Буторак Равен Класен         | 3 385                          | 27                             |
| 9                              | Лукаш Кубот Роберт Линдстедт      | 3 080                          | 18                             |
| 10                             | Вашек Поспишил Джек Сок           | 3 030                          | 7                              |

В число участников парного турнира помимо 8 дуэтов основной сетки включают также два запасных.

## Соревнования

### Одиночные соревнования
Новак Джокович стал победителем над  Роджером Федерером без игры.
- Джокович выигрывает 7-й одиночный титул в сезоне и 48-й за карьеру в основном туре ассоциации.
- Федерер вышел в свой 11-й одиночный финал в сезоне и 124-й за карьеру в основном туре ассоциации.

### Парные соревнования
Боб Брайан /  Майк Брайан обыграли  Ивана Додига /  Марсело Мело со счётом 6-7(5), 6-2, [10-7].
- Братья Брайаны выигрывают 10-й совместный титул в сезоне и 103-й за карьеру в основном туре ассоциации.